# Lenguas paleohispánicas

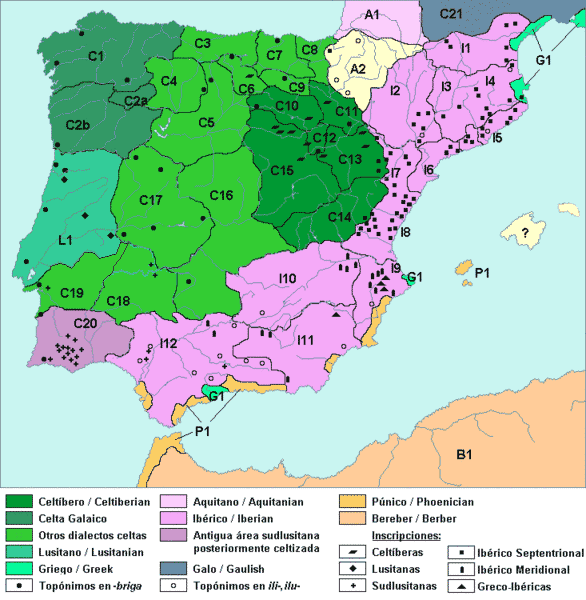
Distribución de topónimos ili- / -briga y principales hallazgos de inscripciones.
Pueblos paleohispánicos
A1-A2: Aquitanos / C1: Galaicos / C2b: Brácaros / C3: Cántabros / C4: Astures / C5: Vacceos / C6: Turmogos / C7: Caristios / C8: Várdulos / C9: Berones / C10: Pelendones / C11: Belos / C12: Lusones / C13: Titos / C14: Olcades / C15: Arevacos / C16: Carpetanos / C17: Vetones / C18-C19: Célticos / C20: Conios / L1: Lusitanos / I1: Ceretanos / I2: Ilergetes / I3: Lacetanos / I4: Indigetes / I5: Layetanos / I6: Ilercavones / I7: Sedetanos / I8: Edetanos / I9: Contestanos / I10: Oretanos / I11: Bastetanos / I12: Turdetanos / G21: Galos / G1: Griegos / P1: Fenicios/Cartagineses / B1: Bereberes.

Las lenguas paleohispánicas de acuerdo con los límites inferidos de los hallazgos de inscripciones.

Se llaman lenguas paleohispánicas o prerromanas a las lenguas indígenas habladas en la península ibérica antes de la llegada de los romanos. Es controvertido el uso del término "indígenas", puesto que no se conoce el origen de algunas de estas lenguas y otras son indoeuropeas, pero delimita el grupo de lenguas tratado frente al fenicio, al griego y naturalmente frente al latín.
Muy probablemente, la mayoría de las lenguas paleohispánicas desaparecieron sin dejar rastro, pero de algunas se han conservado inscripciones en escrituras paleohispánicas y en alfabeto latino que se datan como mínimo desde el siglo V a. C. , quizás desde el siglo VII a. C., hasta finales del siglo I a. C.  o principios del siglo I a. C. Estas lenguas se denominan lenguas en ruinas o residuales (en alemán Restsprachen o Trümmersprachen) como el etrusco, el paleosardo, el ligur y el rético entre otras.

## Lenguas documentadas
Las lenguas paleohispánicas de las que se conocen textos escritos son:
- El ibérico, probablemente la lengua vernácula de los pueblos que habitaban el territorio ibérico de acuerdo con la opinión de la mayor parte de los investigadores, aunque para otros sería una lingua franca del área ibera.
- El celtibérico es la única lengua del grupo de lenguas hispano-célticas documentada directamente mediante inscripciones en la propia lengua, sin embargo, se han encontrado deónimos y antropónimos procedentes del celta galaico contenidos en inscripciones en latín.
- El lusitano, que puede identificarse o no como una lengua hispano-céltica, pero que es indudablemente indoeuropea.
- El tartésico (también conocida como sudlusitana suroccidental o del sudoeste), de difícil clasificación, no pudiéndose establecer con certeza si se trataba de una lengua indoeuropea o preindoeuropea.

## Lenguas indirectamente conocidas
Otras sólo se conocen a través de topónimos, antropónimos y teónimos conocidos a través de las fuentes griegas y romanas o de inscripciones en lengua latina:
- El aquitano, relacionado con el paleovasco o vasco arcaico.
- El antiguo europeo.
- Las lenguas celtas diferentes del celtíbero (celta hispánico oriental), entre ellas el celta galaico. Otros autores sostienen que la evidencia disponible permite hablar de lenguas indoeuropeas no célticas en el oeste de la península. Claramente la lengua lusitana es de este tipo, y al parecer otros grupos, como los vetones (vettones) o los galaicos (callaeci), podrían igualmente haber hablado lenguas indoeuropeas no célticas.[2]

## Diversidad lingüística
Los datos de diversidad lingüística de otras regiones del planeta antes de la formación de Estados centralizados como la antigua Italia o antigua Grecia, que están algo mejor documentados que la península ibérica en época antigua, muestran para estas regiones una diversidad lingüística elevada.
La diversidad lingüística de Italia con 23 lenguas en unos 300 000 kilómetros cuadrados es comparable a la diversidad lingüística de las lenguas indígenas prehispánicas de países andinos, como Colombia, Ecuador o Perú. Si el grado de diversidad lingüística en la península ibérica hubiera sido similar al de Italia, cabría esperar entre 30 y 45 lenguas en toda la Península. Por esa razón podría preguntarse hasta qué punto las diferentes variedades de íbero eran mutuamente inteligibles, cuántas lenguas célticas pudieron coexistir o si las inscripciones solo representan una pequeña parte de la variedad lingüística realmente existente.